# Phumosia imitans
Phumosia imitans är en tvåvingeart som först beskrevs av Villeneuve 1916.  Phumosia imitans ingår i släktet Phumosia och familjen spyflugor. Inga underarter finns listade i Catalogue of Life.